# 約翰·亨利·普拉特
約翰·亨利·普拉特（英語：John Henry Pratt，1809年6月4日—1871年12月28日），是一位英國牧師與數學家。他提出的地塊平衡學說成為地殼均衡的基礎。

## 外部連結
- 約翰·J·奧康納; 埃德蒙·F·羅伯遜, ,  （英语）
- Extracts from the Royal Society of London （页面存档备份，存于）
- The Mathematical Principles of Mechanical Philosophy by John Henry Pratt M.A. （页面存档备份，存于）（Google Books）